# Tirage (imprimerie)
Pour les articles homonymes, voir tirage.

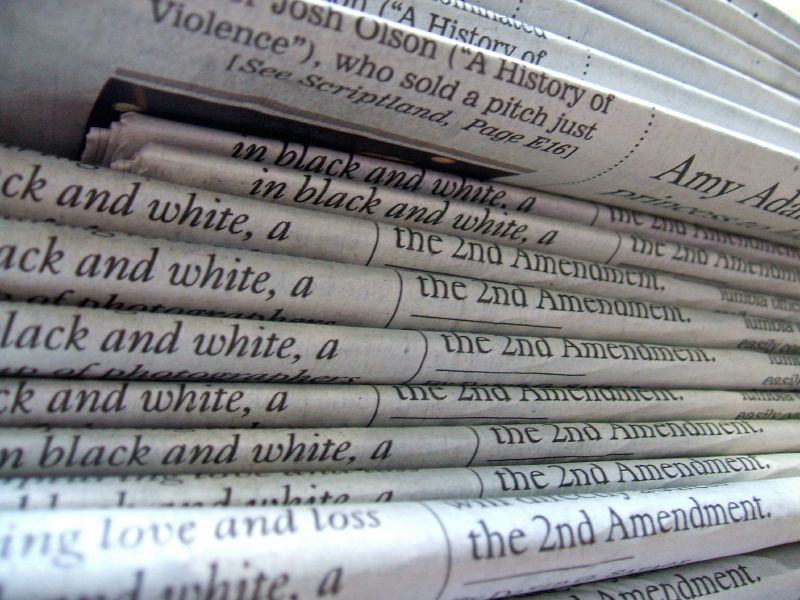
Une pile de journaux.

En imprimerie, le tirage est le fait d'imprimer sur papier un document. Par extension, on appelle tirage le nombre de documents ainsi imprimés.

## Évolution des quantités tirées
Les tirages à l'époque des incunables étaient de l'ordre de 180 exemplaires (comme pour la bible dite B42, dont il ne reste que 48 exemplaires à ce jour).
Au XVIIIe siècle, les tirages varient entre 500 et 2 000 exemplaires, avec un record à 24 000 pour l'Encyclopédie de Diderot et d'Alembert.
Au XIXe siècle, le tirage est souvent de l'ordre de 10 000 exemplaires et peut monter à 60 000, comme pour l'Assommoir de Zola, en quelque sorte un best-seller de l'époque.
Au XXe siècle, les tirages sont très variables en raison de l'extrême diversification du monde de l'édition, qui va de la poésie au roman, de l'ouvrage de luxe à l'édition de poche. On peut cependant situer le tirage moyen autour de 8 500 exemplaires.